# Jefferson County (Arkansas)
Jefferson County je okres ve státě Arkansas v USA. K roku 2010 zde žilo 77 435 obyvatel. Správním městem okresu je Pine Bluff. Celková rozloha okresu činí 2 366 km².

## Sousední okresy
| Růžice kompasu | Pulaski County   | Lonoke County               |                 | Růžice kompasu |
| Růžice kompasu | Grant County     | Sever                       | Arkansas County | Růžice kompasu |
| Růžice kompasu | Grant County     | Jefferson County (Arkansas) | Arkansas County | Růžice kompasu |
| Růžice kompasu | Grant County     | Jih                         | Arkansas County | Růžice kompasu |
| Růžice kompasu | Cleveland County |                             | Lincoln County  | Růžice kompasu |